# 2017년 삼성 라이온즈 시즌
2017년 삼성 라이온즈 시즌은 삼성 라이온즈가 KBO 리그에 참가한 36번째 시즌이다. 김한수 감독이 팀을 이끈 첫 시즌으로, 김상수가 주장을 맡았으나, 부상으로 2군에 내려가자 박해민이 임시 주장을 맡았다. 팀은 영입 당시 구단 역대 최고액(105만달러)을 안긴 외국인 투수 레나도가 시범경기 도중 강습 타구로 파생된 부상을 입으면서 마운드가 흔들린 것이 커   2년 연속으로 10팀 중 정규시즌 9위에 그쳤고 삼성 라이온즈 역사상 가장 낮은 승률을 기록하며 포스트시즌 진출에 실패했고 2개월 후 합류한 레나도가 다시 강습 타구를 맞아 더 크게 다쳐 시즌 아웃당했으며  이로 인해 외국인 원투펀치는 5승을 합작하는 데 그쳤다.

## 타이틀
- 영구결번 지정: 이승엽 (36)
- 아시아 프로야구 챔피언십 은메달: 장필준, 구자욱
- 월드 베이스볼 클래식 국가대표: 우규민, 심창민
- KBO 골든글러브: 강민호 (포수)
- 조아제약 프로야구대상 특별상: 이승엽
- 동아스포츠대상 특별상: 이승엽
- 스포츠서울 올해의 특별상: 이승엽
- 한은회 레전드 특별상: 이승엽
- 한국갤럽 선정 올해를 빛낸 스포츠스타 6위: 이승엽
- 한국갤럽 선정 좋아하는 국내 프로야구 선수: 이승엽 (2위)
- ADT캡스플레이어 대상: 박해민
- ADT캡스 수비상: 박해민 (중견수)
- 올스타 선발: 구자욱 (외야수 1위), 이승엽 (지명타자)
- 올스타전 추천선수: 심창민, 장필준, 이지영, 조동찬, 이원석
- OSEN 선정 포지션별 역대 최고 외인: 나바로 (2루수), 브리또 (유격수)
- 컴투스프로야구2022 타이틀홀더 라인업: 심창민 (구원투수)
- 컴투스프로야구 벤치클리어링 라인업: 김한수 (감독), 김태한 (수석코치), 신동주 (타격코치), 김재걸 (주&수코치), 김상진 (투수코치), 정현욱 (불펜코치)
- 컴투스프로야구 삼성-NC-넥센 라인업: 백정현 (선발투수), 페트릭 (선발투수), 심창민 (중간계투), 장필준 (중간계투), 이승엽 (1루수), 이원석 (3루수), 박한이 (좌익수)
- 출장(타자): 박해민, 구자욱 (144)
- 출장(야수): 구자욱 (144)
- 선발 출전(야수): 구자욱 (144)
- 3루타: 구자욱 (10)
- 타점: 러프 (124)
- 도루: 박해민 (40)
- 희생플라이: 구자욱 (10)
- 수비이닝: 구자욱 (1242.1)
- 내야안타 확률: 강한울 (36%)

### 퓨처스리그
- 아시아 윈터 베이스볼 리그 준우승: 이승현
- 플레이어스 초이스 어워드 퓨처스리그 우수선수상: 김성한
- 퓨처스 올스타: 안성무, 김성훈, 안주형, 황선도

## 선수단
- 선발투수: 윤성환, 페트릭, 우규민, 최지광, 정인욱, 안성무, 레나도, 황수범
- 구원투수: 백정현, 심창민, 장원삼, 권오준, 김승현, 장지훈, 임현준, 이승현, 최충연, 김시현, 안규현, 이수민, 박근홍, 임대한, 김대우
- 마무리투수: 장필준, 김동호, 김현우
- 포수: 최경철, 나원탁, 김민수, 권정웅, 이지영
- 1루수: 러프, 최원제
- 2루수: 김성훈, 조동찬, 이성규, 안주형, 백상원
- 유격수: 강한울, 정병곤, 김상수
- 3루수: 이원석, 최영진, 김정혁, 성의준
- 좌익수: 김헌곤, 배영섭, 이현동, 김성윤, 박한이, 문선엽, 우동균
- 중견수: 박해민, 이영욱
- 우익수: 구자욱
- 지명타자: 이승엽, 나성용

## 여담
- 우규민은 4월 1일 KIA 타이거즈와의 경기에서 5회에 이홍구, 김선빈, 버나디나를 모두 삼구삼진 처리하여 KBO 리그 사상 3번째 무결점 이닝을 만든 데 이어, 6회 선두타자 노수광까지 삼구삼진으로 잡아내어 KBO 리그 사상 최초로 단일경기 4타자 연속 삼구삼진을 기록했다.
- 최경철은 전반기 순장타율 3.000으로 2013년 이후 KBO 리그 단일 시즌 전반기 최고 기록을 세웠다.
- 최경철은 전반기 타율 1.000, 출루율 1.000, 장타율 4.000, OPS 5.000으로 KBO 리그 단일 시즌 전반기 최고 기록을 세웠다.
- 심창민은 KBO 올스타전 사상 최초로 몸에 맞는 볼을 2개나 내준 투수가 되었다.
- 강한울은 3할 타율을 달성하고도 wRC+ 71.4에 그쳐 역대 3할 타자 중 단일 시즌 최저 wRC+를 기록했다.
- 구자욱은 144경기 체제에서 전 경기에 야수로 선발 출전한 첫 선수가 되었으며, 수비이닝 1242.1이닝으로 KBO 리그 역대 단일 시즌 최다 수비이닝 기록도 세웠다.
- 윤성환은 이 시즌 2013년 이후 KBO 리그에서 규정 이닝을 채운 투수 중 단일 시즌 스트라이크 존 한가운데 투구 비율이 가장 낮았다.
- 구자욱은 총 146번의 병살타 가능 상황 중 단 1회만 병살타를 쳐 2013년 이후 KBO 리그 단일 시즌 최저 병살타율을 기록했다.
- 강한울은 내야안타 확률 36%로 2013년 이후 규정 타석 충족 타자 중 최고 기록을 세웠다.
- 구자욱은 우전 안타 85개, 당겨친 안타 117개로 2013년 이후 단일 시즌 최다 기록을 세웠다.
- 강한울은 스트라이크 존 한가운데 투구 스윙 비율 41.4%로 2013년 이후 규정 타석 충족 타자 중 단일 시즌 최저 기록을 세웠다.
- 이승엽은 이 시즌을 끝으로 은퇴하여 KBO 리그 통산 3000타석 타자 중 최고 통산 장타율(0.572), OPS(0.961), 통산 월요일 경기 최다 득점(57), 최다 루타(145), 최다 삼진(58)으로 은퇴한 타자가 되었다.
- 신용운은 이 시즌을 끝으로 은퇴하여, KBO 리그 역대 주포지션이 투수였던 선수 중 통산 최다 희생타(1) 기록을 세웠다.
- 이승엽은 만 40세 때부터의 통산 3루타 7개, 희생플라이 16개로 KBO 리그 40대 타자 통산 최다 기록을 세웠다.
- 이승엽은 만 40세 때부터의 통산 1점홈런 25개, 2점홈런 22개, 무관심도루 1개, 견제사 1회, 주루사 12회로 2013년 이후 KBO 리그 40대 타자 통산 최다 기록을 세웠다.
- 김성한, 임대한, 이성규는 경찰 야구단 마지막 기수로 입대했다.

## 같이 보기
- 2019년 삼성 라이온즈 시즌